# 마리존

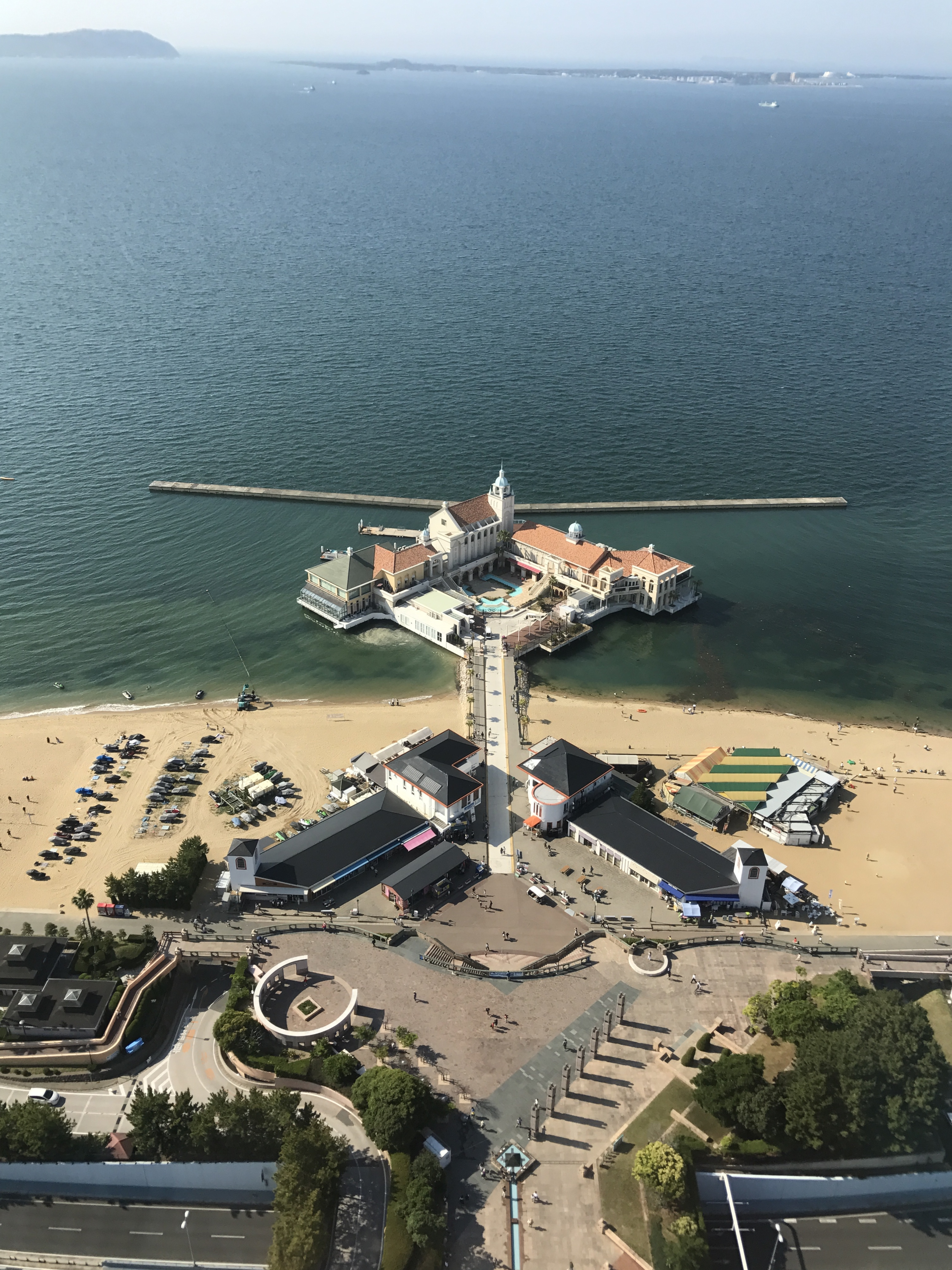
후쿠오카 타워에서 바라본 마리존 전경

마리존(일본어: マリゾン)은 일본 후쿠오카현 후쿠오카시 사와라구 모모치하마에 있는 바다 위의 복합시설이다. 제3섹터가 1990년 아시아 태평양 박람회를 계기로 해안에서 영업을 시작했다. 당시에는 결혼식용 교회, 이탈리아 요리점, 해양 스포츠 숍, 의류 매장, 나루터 등의 복합 시설이었다. 2000년 기준으로 영업 부진으로 인한 경영 악화로, 2003년 다쿠시마 건설 (현 오이시 건설) 외 4개사가 마리존을 운영을 시작했다. 2004년 전면 리뉴얼이 이루어져 예식장도 세입자로서 새롭게 오픈하였다. 현재는 오션 & 리조트 마리존, 알파스탠스, THE BEACH, 맘마미아, Big Banana, 보트 면허 센터, 나루터가 있다. 고속정으로 우미노나카미치 해빈공원으로 건너갈 수 있는 야스다 산업 기선의 우미나카 라인이 있다.